# بوفالو اسپرینگفیلد
بوفالو اسپرینگفیلد (به انگلیسی: Buffalo Springfield) گروه مشهور و تاثیرگذار اما کم عمر (۱۹۶۶-۱۹۶۸) سبک فولک-راک آمریکایی بود.
نیل یانگ عضو این گروه بود و کار خود را از اینجا آغازید.
آهنگ مشهور آنان برای آنچه که ارزشش را دارد نام دارد که در نخستین لحظات فیلم ارباب جنگ، و همچنین فیلم فارست گامپ و فیلمهای دیگر شنیده می‌شود. این آهنگ بر تاریخ و فرهنگ آمریکا تاثیرات مهمی داشته است.